# 波罗湖
波罗湖，也称波罗泡，位于中华人民共和国吉林省农安县西部，南距长春市60千米，是一座内陆闭流碱性淡水湖泊。湖名为蒙古语“笸箩”（ᠫᠣᠣᠯᠦᠦ）音译，因湖面大而湖水浅，状似笸箩，故名。
波罗湖与周边的元宝洼泡、广兴店泡、敖宝图泡、莫波泡等水域形成波罗湖湿地，全部集水面积1378平方千米。五湖泡互不连接，中间有岗地相隔，岗地与湖泡陡降十几米，形成岗峦环抱的闭流湖泊。波罗湖略呈长方形，平水年湖面南北长约14千米，东西宽约5千米，水面面积67平方千米，水深1.3米，蓄水量0.67亿立方米。每年的11月中旬至次年4月下旬为封冰期，冰层厚度0.6～0.8米。
波罗湖水浅面宽，水温相对较高，水质清澈，浮游生物丰富，盛产各种野杂鱼，湖区还有大雁、天鹅栖息。2004设立省级自然保护区，2011年升级为国家级自然保护区。
因气候原因，波罗湖曾多次干涸。2002年兴建了“引松入波”工程，次年引入松花江水0.3亿立方米，有效保护了波罗湖湿地。